# Ilja Ljubusjkin
Ilja Nikolajevitj Ljubusjkin, ryska: Илья Николаевич Любушкин, född 6 april 1994, är en rysk professionell ishockeyback som spelar för Buffalo Sabres i NHL.
Han har tidigare spelat för Arizona Coyotes och Toronto Maple Leafs i NHL; Lokomotiv Jaroslavl i KHL; Tucson Roadrunners i AHL; Lokomotiv Jaroslavl i VHL samt Kuznetskie Medvedi och Loko Jaroslavl i MHL.
Ljubusjkin blev aldrig NHL-draftad.

## Statistik
| 2011–2012  | Kusnetskie Medvedi    | MHL        | 26  | 0  | 1  | 1  | 34  | —  | — | — | — | —  |
|            | Loko Jaroslavl        | MHL        | 21  | 3  | 1  | 4  | 26  | 3  | 1 | 0 | 1 | 2  |
| 2012–2013  | Lokomotiv Jaroslavl-2 | VHL        | 42  | 1  | 4  | 5  | 26  | 5  | 1 | 0 | 1 | 4  |
|            | Loko Jaroslavl        | MHL        | 4   | 0  | 0  | 0  | 0   | —  | — | — | — | —  |
| 2013–2014  | Lokomotiv Jaroslavl   | KHL        | 32  | 1  | 1  | 2  | 18  | 18 | 0 | 0 | 0 | 47 |
|            | Loko Jaroslavl        | MHL        | 11  | 1  | 1  | 2  | 36  | —  | — | — | — | —  |
| 2014–2015  | Lokomotiv Jaroslavl   | KHL        | 60  | 1  | 6  | 7  | 30  | 6  | 0 | 0 | 0 | 8  |
| 2015–2016  | Lokomotiv Jaroslavl   | KHL        | 55  | 4  | 7  | 11 | 68  | 5  | 0 | 0 | 0 | 0  |
| 2016–2017  | Lokomotiv Jaroslavl   | KHL        | 60  | 3  | 4  | 7  | 69  | 15 | 0 | 1 | 1 | 26 |
| 2017–2018  | Lokomotiv Jaroslavl   | KHL        | 50  | 3  | 6  | 9  | 73  | 9  | 1 | 0 | 1 | 4  |
| 2018–2019  | Arizona Coyotes       | NHL        | 41  | 0  | 4  | 4  | 13  | —  | — | — | — | —  |
| 2019–2020  | Arizona Coyotes       | NHL        | 51  | 0  | 4  | 4  | 18  | —  | — | — | — | —  |
|            | Tucson Roadrunners    | AHL        | 2   | 0  | 0  | 0  | 2   | —  | — | — | — | —  |
| 2020–2021  | Lokomotiv Jaroslavl   | KHL        | 5   | 0  | 0  | 0  | 2   | —  | — | — | — | —  |
|            | Arizona Coyotes       | NHL        | 42  | 1  | 1  | 2  | 10  | —  | — | — | — | —  |
| 2021–2022  | Arizona Coyotes       | NHL        | 46  | 0  | 9  | 9  | 26  | —  | — | — | — | —  |
|            | Toronto Maple Leafs   | NHL        | 31  | 2  | 4  | 6  | 25  | 7  | 0 | 1 | 1 | 18 |
| 2022–2023  | Buffalo Sabres        | NHL        | 68  | 2  | 12 | 14 | 38  | —  | — | — | — | —  |
| NHL totalt | NHL totalt            | NHL totalt | 279 | 5  | 34 | 39 | 130 | 7  | 0 | 1 | 1 | 18 |
| KHL totalt | KHL totalt            | KHL totalt | 262 | 12 | 24 | 36 | 260 | 53 | 1 | 1 | 2 | 85 |
| MHL totalt | MHL totalt            | MHL totalt | 62  | 4  | 3  | 7  | 96  | 3  | 1 | 0 | 1 | 2  |

### Internationellt
| Källa: Uppdaterad: 2018-10-07 | Källa: Uppdaterad: 2018-10-07 | Källa: Uppdaterad: 2018-10-07 |         | Utv = Utvisningsminuter | Utv = Utvisningsminuter | Utv = Utvisningsminuter | Utv = Utvisningsminuter | Utv = Utvisningsminuter |
| År                            | Lag                           | Mästerskap                    | Matcher | Mål                     | Assists                 | Poäng                   | Utv                     |                         |
| ----------------------------- | ----------------------------- | ----------------------------- | ------- | ----------------------- | ----------------------- | ----------------------- | ----------------------- | ----------------------- |
| 2014                          | Ryssland                      | JVM                           | 7       | 0                       | 4                       | 4                       | 6                       |                         |
| Junior totalt                 | Junior totalt                 | Junior totalt                 | 7       | 0                       | 4                       | 4                       | 6                       |                         |